# Karel Hlava
Karel Hlava (* 3. května 1950 Žirovnice) je sochař a šperkař

## Život
Karel Hlava se narodil v Žirovnici v rodině s tradicí domácího zpracování perleti. V letech 1965-1969 absolvoval obor řezbářství na Střední uměleckoprůmyslové škole v Praze a poté v letech 1970-1976 studoval na Vysoké škole uměleckoprůmyslové v Praze v sochařském ateliéru prof. J.Malejovského a u doc. Jana Nušla a doc. J. Soukupa.
Jako šperkař se zúčastnil výstav bižuterie v Jablonci nad Nisou, kde roku 1974 získal zlatou a roku 1977 bronzovou medaili a v letech 1983 a 1987 čestná uznání.

## Dílo
Při tvorbě šperků navázal Karel Hlava na rodinnou tradici zpracování perleti a vytváří plošné a trojrozměrné abstraktní kompozice z vzácných druhů dřeva nebo kovu, intarzované perletí nebo kombinuje perleť s kovem.
Ve své sochařské tvorbě užívá převážně dřevo. Jeho sochy jsou stylizované ženské figury v pohybu, busty a hlavy, obvykle výrazně kolorované, určené pro konkrétní veřejné interiéry - od smutečních síní, cestovních kanceláří nebo knihoven až po interiéry restaurací a vináren. Tvoří také originální nábytek a doplňky interiéru jako hodiny nebo reliéfní obrazy.

### Zastoupení ve sbírkách
- Uměleckoprůmyslové muzeum v Praze
- Moravská galerie v Brně[8]
- Muzeum skla a bižuterie v Jablonci nad Nisou
- Zámecká galerie Žirovnice
- soukromé sbírky

### Výstavy

#### Autorské
- 1979 Karel Hlava: Šperky, Galerie Karolina, Praha
- 1983 Karel Hlava: Šperky, Galerie Karolina, Praha
- 1984 Karel Hlava: Šperky, Galerie Karolina, Praha
- 1985 Karel Hlava: Šperky, Galerie Karolina, Praha
- 1985 Karel Hlava, Městské muzeum, Pelhřimov
- 1985 Karel Hlava, Atrium, Praha
- 1987 Karel Hlava: Šperk, Galerie Karolina, Praha
- 1987 Karel Hlava: Šperky a plastiky, Kamenný dům, Kutná Hora
- 1989 Galerie t´Kunsthuis van het Oosten,Enschede, Holandsko
- 1992 Galerie La Fontaine, Karlsruhe-Durlach
- 1993 Karel Hlava: Obrazy - Plastiky, Galerie Centrum, Praha
- 1994 Artiko, Stuttgart
- 1994 Galerie Groeneveld, Almelo, Holandsko
- 1996 Galerie Kunst und Form, Arnbruck, Německo
- 1998 Galerie Bohéme, Villach, Rakousko
- 1999 Galerie Greta, Praha
- 1999 Karel Hlava: Dřevěné objekty, Galerie Fronta, Praha
- 2000 Galerie Helix, Zlín
- 2003 Galerie V, Poděbrady
- 2003 Landskulturzentrum Ursulinenhof, Linz
- 2005 Galerie Kredo, Praha
- 2005 Galerie Ikaros, Slaný

#### Kolektivní (výběr)
- 1978 Soudobý československý šperk, Muzeum skla a bižuterie v Jablonci nad Nisou
- 1979 Užité umění mladých '79, Mánes, Praha
- 1980 Užité umění 70/80. Sklo, kov, textil, nábytek, keramika., Moravská galerie v Brně
- 1982/1983 Arte Aplicado Checoslovaco (Miniaturas de Vidrio, Ceramica, Textil y Joyas), Museo de Artes Decorativas, Havana, Museo de ambiente histórico cubano, Santiago de Cuba
- 1983 Súčasný československý umelecký šperk, Galéria Miloša Alexandra Bazovského v Trenčíne
- 1983 Český šperk 1963-1983, Středočeské muzeum, Roztoky
- 1985/1986 Daniela Flejšarová: Textil, Karel Hlava: Šperk - plastika, Atrium na Žižkově - koncertní a výstavní síň, Praha
- 1987 Umění módy, Galerie Centrum, Praha
- 1988 Salón pražských výtvarných umělců '88, Park kultury a oddechu Julia Fučíka, Praha
- 1989 Jozef Soukup a jeho žáci, Galerie Václava Špály, Praha
- 1989 České sochařství 1948 - 1988, Krajské vlastivědné muzeum, Olomouc
- 1990 Kov a šperk: Oborová výstava, Galerie Václava Špály, Praha
- 1993 Kov - šperk 1993, Dům umění města Brna, Brno

### Katalogy
- Karel Hlava: Šperky, Dílo, Praha 1984
- Věra Váchová Šmoková: Karel Hlava: Šperky, Dílo, Praha 1985

### Souborné publikace (výběr)
- Alena Křížová, Kov - šperk 1993, Dům umění města Brna 1993
- Věra Vokáčová, Kov a šperk: Oborová výstava, Unie výtvarných umělců České republiky 1990
- Antonín Langhamer, Josef Soukup a jeho žáci, SČVU, Praha 1989
- Salón pražských výtvarných umělců ´88, SČVU, Praha 1988
- Milena Lamarová, Umění módy, Dílo, 1987
- Věra Vokáčová, Marián Kvasnička, Súčasný československý umelecký šperk, Galéria Miloša Alexandra Bazovského v Trenčíne 1983
- Věra Vokáčová, Český šperk 1963-1983, Středočeské muzeum, Roztoky 1983
- Dagmar Tučná, Jiří Bárta, Věra Vokáčová, 	Arte Aplicado Checoslovaco (Miniaturas de Vidrio, Ceramica, Textil y Joyas), 1982
- Užité umění 70/80, výstava přírůstků Uměleckoprůmyslového odboru Moravské galerie v Brně, 1980
- Věra Vokáčová, Současný šperk, Odeon, Praha 1979
- Věra Vokáčová, Věra Maternová, Soudobý československý šperk, Muzeum skla a bižuterie v Jablonci nad Nisou 1978